# Officine Turkheimer per Automobill e Velocipedi

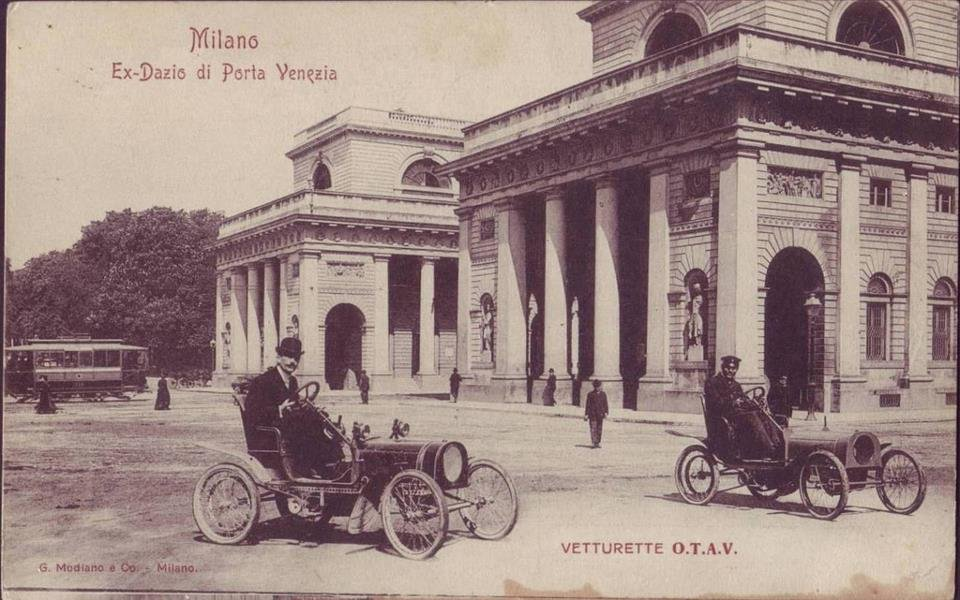
Zwei OTAV-Automobile in Mailand

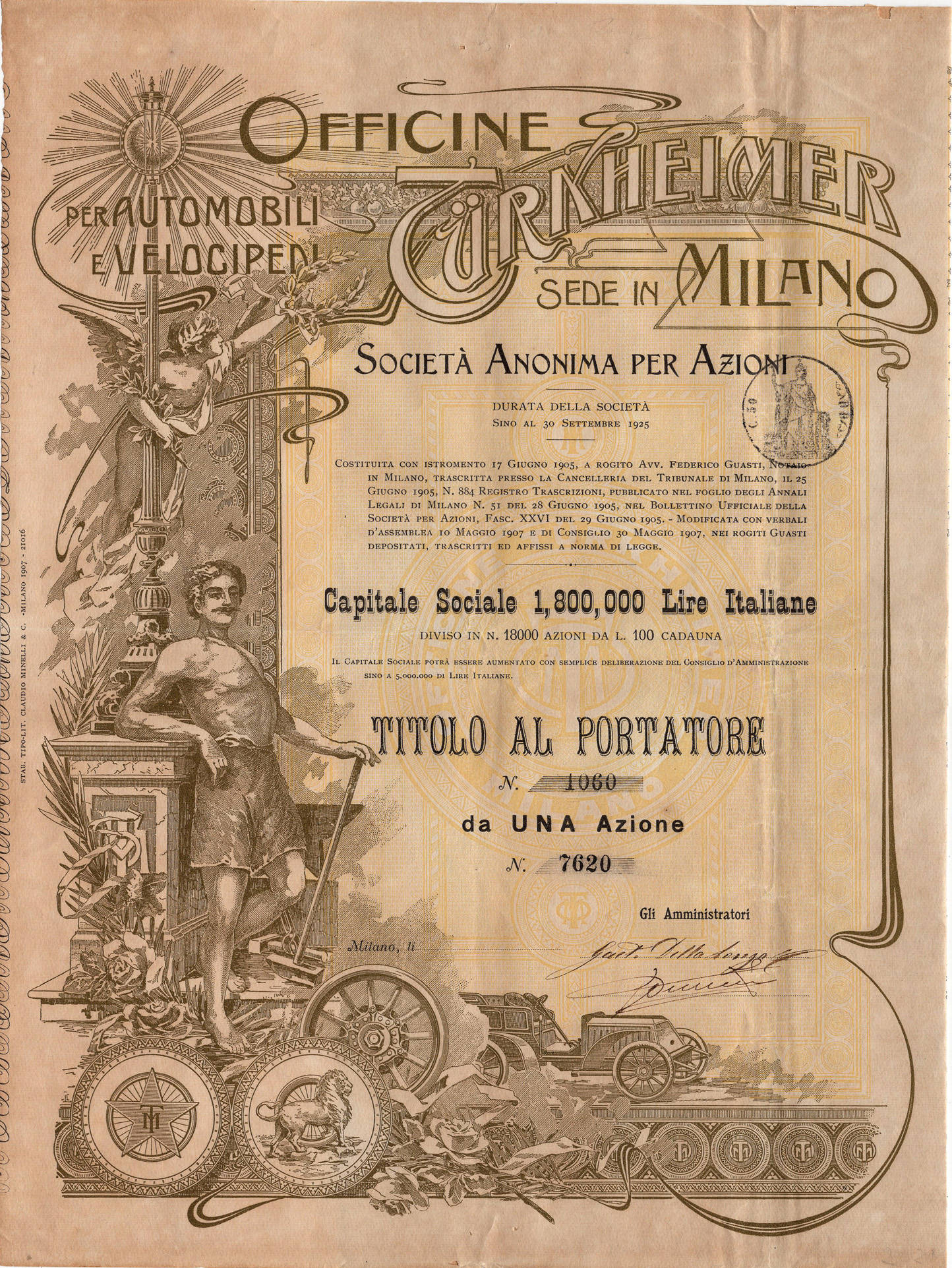
Aktie der Officine Türkheimer per Automobili e Velocipedi von 1907

Die Società Anonima Officine Turkheimer per Automobill e Velocipedi war ein italienischer Hersteller von Automobilen.

## Unternehmensgeschichte
Max Türkheimer, der bereits seit 1888 Fahrräder herstellte, gründete 1905 in Mailand das Unternehmen zur Produktion von Automobilen. Die Markennamen lauteten für das kleine Modell Turkheimer und OTAV, für das große Modell nur OTAV. 1907 kam es zur Zusammenarbeit mit Junior. 1908 endete die Produktion. Außerdem vertrieb das Unternehmen Fahrzeuge von Turgan Foy.

## Fahrzeuge
Das erste Modell war ein Kleinwagen, der unter beiden Markennamen angeboten wurde und sich gut verkaufen ließ. Der luftgekühlte Einzylindermotor hatte zu Beginn der Bauzeit 4 PS Leistung, zum Ende 5,5 PS. Die bauartbedingte Höchstgeschwindigkeit war mit 35 km/h angegeben. Die Kraftübertragung zur Hinterachse erfolgte mittels Riemen.
Bereits 1906 kam der 18/24 HP dazu. Der Vierzylindermotor, der aus zwei Zylinderblöcken bestand, hatte 2800 cm³ Hubraum, Doppelzündung, ein Dreiganggetriebe und Kardanantrieb.
2019 wurde ein erhalten gebliebenes Fahrzeug von 1905 zum Kauf angeboten.
Außerdem entstanden zwischen 1905 und 1908 Lastkraftwagen als OTAV.